# Franz I xứ Sachsen-Coburg-Saalfeld
Franz I xứ Sachsen-Coburg-Saalfeld (tên đầy đủ: Franz Friedrich Anton, Herzog von Sachsen-Coburg-Saalfeld; 15 tháng 7 năm 1750 – 9 tháng 12 năm 1806), là một trong những công tước có chủ quyền thuộc dòng Ernestine, nhánh trưởng của Vương tộc Wettin, ông cai trị Công quốc Sachsen-Coburg-Saalfeld. Là tổ tiên phụ hệ của dòng dõi các quân chủ đến từ Vương tộc Sachsen-Coburg và Gotha ở châu Âu vào thế kỷ XIX và XX như Vương quốc Bỉ, Vương quốc Bulgaria, Vương quốc Bồ Đào Nha (cho đến khi vua Manuel II qua đời), Vương quốc Anh (kể từ vua Edward VII cho đến Elizabeth II).
Franz là một nhà cai trị không nổi bật trong Đế quốc La Mã Thần thánh, nhưng ông đã trở nên quan trọng và nổi tiếng trong lịch sử châu Âu thông qua các con cái của mình. Trong đó, người con trai trưởng là Công tước Ernst I, người đã khai sinh ra Vương tộc Sachsen-Coburg và Gotha, đồng thời là cha chồng của Nữ vương Victoria. Người con trai thứ 2 là Ferdinand liên hôn với Nhà Koháry, một trong ba chủ nhất giàu có nhất của Vương quốc Hungary, lập ra Vương tộc Sachsen-Coburg và Gotha-Koháry, lên nắm quyền quân chủ của Vương quốc Bồ Đào Nha (1837) và Vương quốc Bulgaria (1887). Người con trai út của ông là Công tử Leopold, đã được bầu lên ngai vàng của Vương quốc Bỉ vào năm 1831 và hậu duệ của ông vẫn trị vì vương quốc này cho đến tận ngày nay.

## Tiểu sử
Franz sinh ngày 15 tháng 7 năm 1750. Ông là con trai cả của Ernst Friedrich xứ Sachsen-Coburg-Saalfeld và Sophie Antoinette xứ Braunschweig-Wolfenbüttel.
Franz nhận được một nền giáo dục tư thục, cẩn thận và toàn diện dành cho một thế tử thừa thế ngai vàng và trở thành một người sành nghệ thuật. Franz đã khởi xướng một bộ sưu tập sách và tranh minh họa lớn cho công quốc vào năm 1775, cuối cùng bộ sưu tập này đã mở rộng lên đến 300.000 bức tranh khắc trên tấm đồng hiện được lưu giữ tại Veste Coburg.
Franz gia nhập quân đội liên minh vào năm 1793, sau khi đất nước của ông bị quân đội Cách mạng Pháp xâm lược. Các lực lượng liên minh bao gồm Hannover, Hessen và Anh. Ông đã tham gia nhiều hoạt động chống Pháp.
Franz kế vị cha mình làm Công tước xứ Sachsen-Coburg-Saalfeld vào năm 1800. Để trả nợ cho cha mình, Schloss Rosenau đã bị bán đi, nhưng vào năm 1805, ông đã mua lại tài sản này làm nơi ở mùa hè cho gia đình công tước.
Hoàng đế Franz II đã giải tán Đế quốc La Mã Thần thánh vào ngày 6 tháng 8 năm 1806, sau khi bị Hoàng đế Napoléon I đánh bại trong Trận Austerlitz. Công tước Franz qua đời 4 tháng sau đó vào ngày 9 tháng 12 năm 1806. Ngày 15 tháng 12 năm 1806, Sachsen-Coburg-Saalfeld, cùng với các công quốc Ernestine khác, gia nhập Liên bang Rhein theo kế hoạch của Công tước và các bộ trưởng của ông.

## Cuộc hôn nhân đầu tiên
Tại Hildburghausen vào ngày 6 tháng 3 năm 1776, Franz kết hôn với Sophie xứ Sachsen-Hildburghausen, con gái của Ernst Friedrich III xứ Sachsen-Hildburghausen và Ernestine xứ Sachsen-Weimar-Eisenach. Bà qua đời vào ngày 28 tháng 10 năm 1776, chỉ 7 tháng sau đám cưới. Không có hậu duệ nào được sinh ra từ cuộc hôn nhân này.

## Cuộc hôn nhân thứ 2 và hậu duệ
Tại Ebersdorf vào ngày 13 tháng 6 năm 1777, Franz kết hôn với Auguste Reuß xứ Ebersdorf, con gái của Heinrich XXIV Reuß xứ Ebersdorf và vợ ông là Karoline Ernestine xứ Erbach-Schönberg. Họ có 10 người con, 7 người trong số họ sống sót đến tuổi trưởng thành:
| Name | Ngày sinh                        | Ngày mất                                             | Tuổi thọ | Chú thích |
| --- | -------------------------------- | ---------------------------------------------------- | -------- | --- |
| Công nữ Sophie Friederike Karoline Luise                                                                                 | 19 tháng 8 năm 1778, tại Coburg  | 8 tháng 7 năm 1835, tại Tušimice, Bohemia            | 56 năm   | Kết hôn vào ngày 23 tháng 2 năm 1804 với Emmanuel von Mensdorff-Pouilly (sau này là Bá tước von Mensdorff-Pouilly). |
| Công nữ Antoinette Ernestine Amalie                                                                                      | 28 tháng 8 năm 1779, tại Coburg  | 14 tháng 3 năm 1824, tại St. Petersburg              | 44 năm   | Kết hôn ngày 17 tháng 11 năm 1798 với Công tước Alexander xứ Württemberg. |
| Công nữ Juliane Henriette Ulrike ("Sau khi kết hôn, Juliane lấy tên là Anna Fyodorovna trong lễ rửa tội Chính thống Nga) | 23 tháng 9 năm 1781, tại Coburg  | 15 tháng 8 năm 1860, tại Elfenau, gần Berne, Thụy Sĩ | 78 năm   | Kết hôn vào ngày 26 tháng 2 năm 1796 với Đại công tước Konstantin Pavlovich, em trai của Sa hoàng Aleksandr I của Nga (họ ly hôn năm 1820). |
| Con trai chết non | 1782                             | 1782                                                 | –        | |
| Ernst I Anton Karl Ludwig, Công tước xứ Sachsen-Coburg and Gotha                                                         | 2 tháng 1 năm 1784, tại Coburg   | 29 tháng 1 năm 1844, tại Gotha                       | 60 năm   | Kết hôn ngày 31 tháng 7 năm 1817 với Công nữ Louise xứ Sachsen-Gotha-Altenburg; cha của Vương tế Albert, chồng của Nữ vương Victoria. Sau khi họ ly hôn năm 1826 và cái chết của Louise năm 1831, ông kết hôn với cháu gái Marie xứ Württemberg, con gái của chị gái ông Antoinette. |
| Công tử Ferdinand Georg August                                                                                           | 28 tháng 3 năm 1785, tại Coburg  | 27 tháng 8 năm 1851, tại Viên                        | 66 năm   | Kết hôn vào ngày 30 tháng 11 năm 1815 với Thân vương nữ Mária Antónia Koháry; cha của Fernando II của Bồ Đào Nha và Victoria, Nữ công tước xứ Nemours, và ông nội của Ferdinand I của Bulgaria. Thông qua cuộc hôn nhân của mình, ông trở thành người sáng lập ra nhánh Công giáo Koháry của dòng Sachsen-Coburg và Gotha. |
| Công nữ Marie Luise Victoire                                                                                             | 17 tháng 8 năm 1786, tại Coburg  | 16 tháng 3 năm 1861, tại Frogmore House              | 74 năm   | Kết hôn vào ngày 21 tháng 12 năm 1803 Carl Friedrich Wilhelm Emich, Thân vương xứ Leiningen, có 2 con. Sau khi ông qua đời, bà kết hôn với Vương tử Edward của Liên hiệp Anh, Công tước xứ Kent và Strathearn vào ngày 11 tháng 7 năm 1818, con trai thứ tư của Vua George III, và sinh ra Nữ hoàng Victoria. |
| Công nữ Marianne Charlotte                                                                                               | 7 tháng 8 năm 1788, tại Coburg   | 23 tháng 8 năm 1794, tại Coburg                      | 6 năm    | |
| Công tử Leopold Georg Christian Frederick                                                                                | 16 tháng 12 năm 1790, tại Coburg | 10 tháng 12 năm 1865, tại Laeken                     | 74 năm   | Kết hôn lần đầu vào ngày 2 tháng 5 năm 1816 Vương tôn nữ Charlotte Augusta xứ Wales, con gái của George IV của Anh, người qua đời vì biến chứng khi sinh con vào ngày 6 tháng 11 năm 1817. Kết hôn lần thứ hai vào ngày 9 tháng 8 năm 1830 với Louise Marie của Orléans, con gái của Louis-Philippe I của Pháp và các con của ông bao gồm Léopold II của Bỉ và Hoàng hậu Charlotte của Mexico. Vị vua đầu tiên của Vương quốc Bỉ với vương hiệu Leopold I. |
| Công tử Franz Maximilian Ludwig                                                                                          | 12 tháng 12 năm 1792, tại Coburg | 3 tháng 1 năm 1793, tại Coburg                       | 22 ngày  | |

Hậu duệ dòng nam của ông đã thành lập các vương tộc cai trị ở Vương quốc Bỉ, Vương quốc Anh, Vương quốc Bồ Đào Nha và Vương quốc Bulgaria, trong khi vẫn giữ các công quốc Sachsen-Coburg và Gotha cho đến năm 1918. Con trai ông là Leopold cai trị với vương hiệu Léopold I của Bỉ. Fernando cháu trai của ông trị vì Vương quốc Bồ Đào Nha theo luật jure uxoris với vương hiệu Fernando II của Bồ Đào Nha trong khi chắt trai là Ferdinand trở thành vị vua đầu tiên của Vương quốc Bulgaria hậu Ottoman. Một trong những cháu gái của ông là Hoàng hậu Charlotte của México, trong khi một người khác là Nữ vương Victoria của Vương quốc Anh. Sau khi chắc trai của ông là Vương tử Edward, Thân vương xứ Wales tiếp nhận ngai vàng Vương quốc Anh vào năm 1901, Nhà Sachsen-Coburg và Gotha chính thức trở thành một triều đại của Vương quốc Anh cho đến khi tên vương tộc được George V của Anh đổi thành Windsor vào năm 1917.

## Tổ tiên
| \| \| \| \| \| \| \| \| \| \| \| 8. Johann Ernst IV xứ Sachsen-Coburg-Saalfeld \| \| \| \| \| \| \| \| \| \| \| \| \| \| \| \| \| \| \| \| \| \| \| \| \| \| \| \| \| \| \| \| \| \| \| \| \| \| \| \| \| \| \| \| \| \| \| \| \| \| \| 4. Franz Josias xứ Sachsen-Coburg-Saalfeld \| \| \| \| \| \| \| \| \| \| \| \| \| \| \| \| \| \| \| \| \| \| \| \| \| \| \| \| \| \| \| \| \| \| \| \| \| \| \| \| \| \| \| \| \| \| \| \| \| \| \| \| \| \| \| \| \| \| \| \| 9. Charlotte Johanna xứ Waldeck-Wildungen \| \| \| \| \| \| \| \| \| \| \| \| \| \| \| \| \| \| \| \| \| \| \| \| \| \| \| \| \| \| \| \| \| \| \| \| \| \| \| \| \| \| \| \| \| \| \| \| \| \| \| \| \| \| \| \| \| \| \| \| 2. Ernst Friedrich xứ Sachsen-Coburg-Saalfeld \| \| \| \| \| \| \| \| \| \| \| \| \| \| \| \| \| \| \| \| \| \| \| \| \| \| \| \| \| \| \| \| \| \| \| \| \| \| \| \| \| \| \| \| \| \| \| \| \| \| \| \| \| \| \| \| \| \| \| \| 10. Ludwig Friedrich I xứ Schwarzburg-Rudolstadt \| \| \| \| \| \| \| \| \| \| \| \| \| \| \| \| \| \| \| \| \| \| \| \| \| \| \| \| \| \| \| \| \| \| \| \| \| \| \| \| \| \| \| \| \| \| \| \| \| \| \| \| \| \| \| \| \| \| \| \| 5. Anna Sophie xứ Schwarzburg-Rudolstadt \| \| \| \| \| \| \| \| \| \| \| \| \| \| \| \| \| \| \| \| \| \| \| \| \| \| \| \| \| \| \| \| \| \| \| \| \| \| \| \| \| \| \| \| \| \| \| \| \| \| \| \| \| \| \| \| \| \| \| \| 11. Anna Sophia xứ Sachsen-Gotha-Altenburg \| \| \| \| \| \| \| \| \| \| \| \| \| \| \| \| \| \| \| \| \| \| \| \| \| \| \| \| \| \| \| \| \| \| \| \| \| \| \| \| \| \| \| \| \| \| \| \| \| \| \| \| \| \| \| \| \| \| \| \| 1. Franz I xứ Sachsen-Coburg-Saalfeld \| \| \| \| \| \| \| \| \| \| \| \| \| \| \| \| \| \| \| \| \| \| \| \| \| \| \| \| \| \| \| \| \| \| \| \| \| \| \| \| \| \| \| \| \| \| \| \| \| \| \| \| \| \| \| \| \| \| \| \| 12. Ferdinand Albrecht I xứ Braunschweig-Wolfenbüttel-Bevern \| \| \| \| \| \| \| \| \| \| \| \| \| \| \| \| \| \| \| \| \| \| \| \| \| \| \| \| \| \| \| \| \| \| \| \| \| \| \| \| \| \| \| \| \| \| \| \| \| \| \| \| \| \| \| \| \| \| \| \| 6. Ferdinand Albrecht II xứ Braunschweig-Wolfenbüttel \| \| \| \| \| \| \| \| \| \| \| \| \| \| \| \| \| \| \| \| \| \| \| \| \| \| \| \| \| \| \| \| \| \| \| \| \| \| \| \| \| \| \| \| \| \| \| \| \| \| \| \| \| \| \| \| \| \| \| \| 13. Christine xứ Hessen-Eschwege \| \| \| \| \| \| \| \| \| \| \| \| \| \| \| \| \| \| \| \| \| \| \| \| \| \| \| \| \| \| \| \| \| \| \| \| \| \| \| \| \| \| \| \| \| \| \| \| \| \| \| \| \| \| \| \| \| \| \| \| 3. Sophie Antoinette xứ Braunschweig-Wolfenbüttel \| \| \| \| \| \| \| \| \| \| \| \| \| \| \| \| \| \| \| \| \| \| \| \| \| \| \| \| \| \| \| \| \| \| \| \| \| \| \| \| \| \| \| \| \| \| \| \| \| \| \| \| \| \| \| \| \| \| \| \| 14. Ludwig Rudolph xứ Brunswick-Wolfenbüttel \| \| \| \| \| \| \| \| \| \| \| \| \| \| \| \| \| \| \| \| \| \| \| \| \| \| \| \| \| \| \| \| \| \| \| \| \| \| \| \| \| \| \| \| \| \| \| \| \| \| \| \| \| \| \| \| \| \| \| \| 7. Antoinette xứ Braunschweig-Wolfenbüttel \| \| \| \| \| \| \| \| \| \| \| \| \| \| \| \| \| \| \| \| \| \| \| \| \| \| \| \| \| \| \| \| \| \| \| \| \| \| \| \| \| \| \| \| \| \| \| \| \| \| \| \| \| \| \| \| \| \| \| \| 15. Christine Louise xứ Oettingen-Oettingen \| \| \| \| \| \| \| \| \| \| \| \| \| \| \| \| \| \| \| \| \| \| \| \| \| \| \| \| \| \| \| \| \| \| \| \| \| \| \| \| \| \| \| |                                                              |  |  |  |  |  |  |  |  |                                               |  |  |  |
| |                                                              |  |  |  |  |  |  |  |  | 8. Johann Ernst IV xứ Sachsen-Coburg-Saalfeld |  |  |  |
| |                                                              |  |  |  |  |  |  |  |  |                                               |  |  |  |
| |                                                              |  |  |  |  |  |  |  |  |                                               |  |  |  |
| |                                                              |  |  |  |  |  |  |  |  |                                               |  |  |  |
| | 4. Franz Josias xứ Sachsen-Coburg-Saalfeld                   |  |  |  |  |  |  |  |  |                                               |  |  |  |
| |                                                              |  |  |  |  |  |  |  |  |                                               |  |  |  |
| |                                                              |  |  |  |  |  |  |  |  |                                               |  |  |  |
| |                                                              |  |  |  |  |  |  |  |  |                                               |  |  |  |
| | 9. Charlotte Johanna xứ Waldeck-Wildungen                    |  |  |  |  |  |  |  |  |                                               |  |  |  |
| |                                                              |  |  |  |  |  |  |  |  |                                               |  |  |  |
| |                                                              |  |  |  |  |  |  |  |  |                                               |  |  |  |
| |                                                              |  |  |  |  |  |  |  |  |                                               |  |  |  |
| | 2. Ernst Friedrich xứ Sachsen-Coburg-Saalfeld                |  |  |  |  |  |  |  |  |                                               |  |  |  |
| |                                                              |  |  |  |  |  |  |  |  |                                               |  |  |  |
| |                                                              |  |  |  |  |  |  |  |  |                                               |  |  |  |
| |                                                              |  |  |  |  |  |  |  |  |                                               |  |  |  |
| | 10. Ludwig Friedrich I xứ Schwarzburg-Rudolstadt             |  |  |  |  |  |  |  |  |                                               |  |  |  |
| |                                                              |  |  |  |  |  |  |  |  |                                               |  |  |  |
| |                                                              |  |  |  |  |  |  |  |  |                                               |  |  |  |
| |                                                              |  |  |  |  |  |  |  |  |                                               |  |  |  |
| | 5. Anna Sophie xứ Schwarzburg-Rudolstadt                     |  |  |  |  |  |  |  |  |                                               |  |  |  |
| |                                                              |  |  |  |  |  |  |  |  |                                               |  |  |  |
| |                                                              |  |  |  |  |  |  |  |  |                                               |  |  |  |
| |                                                              |  |  |  |  |  |  |  |  |                                               |  |  |  |
| | 11. Anna Sophia xứ Sachsen-Gotha-Altenburg                   |  |  |  |  |  |  |  |  |                                               |  |  |  |
| |                                                              |  |  |  |  |  |  |  |  |                                               |  |  |  |
| |                                                              |  |  |  |  |  |  |  |  |                                               |  |  |  |
| |                                                              |  |  |  |  |  |  |  |  |                                               |  |  |  |
| | 1. Franz I xứ Sachsen-Coburg-Saalfeld                        |  |  |  |  |  |  |  |  |                                               |  |  |  |
| |                                                              |  |  |  |  |  |  |  |  |                                               |  |  |  |
| |                                                              |  |  |  |  |  |  |  |  |                                               |  |  |  |
| |                                                              |  |  |  |  |  |  |  |  |                                               |  |  |  |
| | 12. Ferdinand Albrecht I xứ Braunschweig-Wolfenbüttel-Bevern |  |  |  |  |  |  |  |  |                                               |  |  |  |
| |                                                              |  |  |  |  |  |  |  |  |                                               |  |  |  |
| |                                                              |  |  |  |  |  |  |  |  |                                               |  |  |  |
| |                                                              |  |  |  |  |  |  |  |  |                                               |  |  |  |
| | 6. Ferdinand Albrecht II xứ Braunschweig-Wolfenbüttel        |  |  |  |  |  |  |  |  |                                               |  |  |  |
| |                                                              |  |  |  |  |  |  |  |  |                                               |  |  |  |
| |                                                              |  |  |  |  |  |  |  |  |                                               |  |  |  |
| |                                                              |  |  |  |  |  |  |  |  |                                               |  |  |  |
| | 13. Christine xứ Hessen-Eschwege                             |  |  |  |  |  |  |  |  |                                               |  |  |  |
| |                                                              |  |  |  |  |  |  |  |  |                                               |  |  |  |
| |                                                              |  |  |  |  |  |  |  |  |                                               |  |  |  |
| |                                                              |  |  |  |  |  |  |  |  |                                               |  |  |  |
| | 3. Sophie Antoinette xứ Braunschweig-Wolfenbüttel            |  |  |  |  |  |  |  |  |                                               |  |  |  |
| |                                                              |  |  |  |  |  |  |  |  |                                               |  |  |  |
| |                                                              |  |  |  |  |  |  |  |  |                                               |  |  |  |
| |                                                              |  |  |  |  |  |  |  |  |                                               |  |  |  |
| | 14. Ludwig Rudolph xứ Brunswick-Wolfenbüttel                 |  |  |  |  |  |  |  |  |                                               |  |  |  |
| |                                                              |  |  |  |  |  |  |  |  |                                               |  |  |  |
| |                                                              |  |  |  |  |  |  |  |  |                                               |  |  |  |
| |                                                              |  |  |  |  |  |  |  |  |                                               |  |  |  |
| | 7. Antoinette xứ Braunschweig-Wolfenbüttel                   |  |  |  |  |  |  |  |  |                                               |  |  |  |
| |                                                              |  |  |  |  |  |  |  |  |                                               |  |  |  |
| |                                                              |  |  |  |  |  |  |  |  |                                               |  |  |  |
| |                                                              |  |  |  |  |  |  |  |  |                                               |  |  |  |
| | 15. Christine Louise xứ Oettingen-Oettingen                  |  |  |  |  |  |  |  |  |                                               |  |  |  |
| |                                                              |  |  |  |  |  |  |  |  |                                               |  |  |  |
| |                                                              |  |  |  |  |  |  |  |  |                                               |  |  |  |